# Гипотеза мультирегионального происхождения человека
Гипотеза мультирегионального происхождения неоантропа (полицентризм, от поли… и лат. centrum — «центр») — полифилическая гипотеза антропогенеза, согласно которой существовало несколько центров происхождения человека современного типа (Homo sapiens) и рас человека от разных предковых форм рода Homo.
Гипотезы мультирегионального происхождения человечества были распространены в науке в прошлом, в настоящее время научное сообщество в целом рассматривает их в качестве маргинальных или псевдонаучных, поскольку они противоречат всей сумме современных данных палеонтологии, антропологии и генетики по вопросу антропогенеза, а также ряду современных положений теории эволюции животных. В настоящее время наиболее признанной в науке является теория африканского происхождения человека. Она подтверждается независимыми друг от друга данными различных научных дисциплин.

## История
Полицентризм является смягчённой формой полигенизма (от поли… и др.-греч. γένος — род, происхождение) — полифилической гипотезы, устаревшего и в настоящее время псевдонаучного учения о расах человека как о разных биологических видах, происходящих от разных видов древних обезьян (а не от разных предковых форм рода Homo как в полицентризме). Полигенизм является обоснованием расизма. Он был опровергнут современной наукой, и большинство антропологов придерживается противоположной концепции, моногенизма.
В XVI—XVIII веках полицентризм противостоял моноцентризму как ортодоксальной теории, которая была основана на Священном Писании. Полицентризм присутствовал как в креационизме, так и в эволюционизме. В креационизме полицентристские учения объясняли возникновение рас сотворением человечества от разных человеческих пар («преадамизм» и «коадамизм»), в эволюционизме — происхождением от разных предковых форм обезьян (полифилия) или Homo.
В 1938 году Франц Вейденрейх выдвинул теорию полицентризма, насчитав четыре центра происхождения человеческих рас: Юго-Восточная Азия, Восточная Азия, Африка, Европа. Позже Карлтон Кун добавил пятый центр, выделив второй центр в Африке (что перекликается с идеями дицентризма). Монголоидную и американоидную расы Вейденрейх выводил от синантропов, австралоидную — от питекантропов, негроидную — от «родезийского человека», европеоидную — из неандерталоидов типа Схул.
Во второй половине XX века получила распространение полицентристская «гипотеза канделябра», которая возводит человеческие расы к Homo ergaster (KNM-ER 3733 из Кооби-Фора), от которого предполагаются ветви через Сангиран 17 и Нгандонг к австралоидной, через Чжоукоудянь и Дали — к монголоидной, через Кабве и Омо 2 — к негроидной расам. В настоящее время данная теория «глубокого» полицентризма, которая относит дифференциацию рас к ранней стадии антропогенеза, имеет небольшое число сторонников среди учёных.
В 1984 году китайский палеоантрополог У Синьчжи, Милфорд Х. Вулпофф и Алан Торн развили гипотезу мультирегионального происхождения человека. У Синьчжи ограничивает свои палеоантропологические исследования исключительно Китаем, предложив «преемственность с гибридизацией» как многорегиональную модель для Китая. Согласно работам У Синьчжи, родословная человека началась в Африке в раннем плейстоцене, и с тех пор эволюция происходила в пределах одного непрерывного вида, в частности, он считает Homo erectus самым ранним ископаемым образцом вида Homo sapiens. Вопреки теории африканского происхождения, согласно которой Homo sapiens возник как вид около 200 тысяч лет назад в Африке, У Синьчжи утверждает, что ранние миграции человека за пределы Африки, не заменили человеческое население, уже поселившееся в Китае. Он считает, что есть доказательства региональной преемственности в Китае с точки зрения монголоидной морфологии черепа, хотя всегда существовал обмен генами между коренными жителями Китая и мигрантами из Африки. Теория У Синьчжи популярна среди китайских учёных, однако вне Китая она не пользуется поддержкой и даже может считаться проявлением китайского национализма.
Некоторые современные учёные (А. П. Деревянко, Ф. Дж. Хабгуд и Н. Р. Франклин) оспаривают моноцентрическую гипотезу, согласно которой вид Homo sapiens сформировался 200—150 тысяч лет назад в Африке, а 80—60 тысяч лет назад началось его распространение в Евразию и Австралию. Они утверждают, что обширный археологический материал исследованных палеолитических местонахождений Южной, Юго-Восточной и Восточной Азии в диапазоне 60—30 тысяч лет назад не позволяет проследить волну миграции анатомически современных людей из Африки. На этих территориях не наблюдается не только смены культуры, что должно было произойти в случае замещения автохтонного населения пришлым, но и хорошо выраженных инноваций, свидетельствующих об аккультурации. Кроме того, по археологическим данным, человек современного физического типа заселил Австралию 60—50 тысяч лет назад, тогда как на сопредельных с Восточной Африкой (где, как предполагается, сформировался вид Homo sapiens) территориях на самом Африканском континенте он появился позже: в Южной Африке — около 40 тысяч лет назад, в Центральной и Западной Африке — около 30 тысяч лет назад. Ф. Дж. Хабгуд и Н. Р. Франклин утверждают, что коренные жители Австралии никогда не имели полного африканского «пакета» инноваций, поскольку они не являлись выходцами из Африки. В то же время, в Китае были сделаны многочисленные находки, позволяющие проследить преемственность не только между древним антропологическим типом и современными китайскими популяциями, но и между Homo erectus и Homo sapiens. В связи с этим А. П. Деревянко считает, что вид Homo sapiens мог независимо эволюционировать от Homo erectus, но выделяет в нём четыре подвида в четырёх регионах: Homo sapiens africaniensis (Африка), Homo sapiens orientalensis (Восточная и Юго-Восточная Азия), Homo sapiens neanderthalensis (Европа) и Homo sapiens altaiensis (Северная и Центральная Азия).

## Критика
К настоящему времени в Африке найдены останки наиболее древних гоминид. Эволюционная цепочка предков человека и древних видов людей из африканских находок является наиболее полной. Древнейшие каменные орудия также найдены в Африке, в Гона (Эфиопия) и датируются 2,6 млн лет назад. Археологические находки за пределами Африки моложе 2 млн лет. Кроме того, в Африке обнаружены останки древнейших людей современного типа и их непосредственных предков. В Африке возник как род Homo, так и, значительно позже, современный вид человека — Homo sapiens. Африканское происхождение человека подтверждают также данные генетических исследований. На основании образцов ДНК исследователями было реконструировано родословное дерево человечества. Согласно генетическим исследованиям, раньше других отделилась ветвь, содержащая только африканские группы. Генетическое разнообразие убывает по мере удаления от Африки, поскольку группа Homo sapiens, которая в древности покинула африканский континент, обладала только частью африканского генофонда.
Крайние варианты гипотез мультирегионального происхождения человека опровергнуты единством генофонда человечества и археологическими данными, подтверждающими в целом моноцентризм с весьма вероятной частичной ассимиляцией неандертальцев.
Согласно современным научным данным, человечество представляет собой один вид, и гипотеза мультирегионального происхождения человека ошибочна уже в своей формулировке: мультирегиональное происхождение вида — явление в животном мире практически невозможное. Филетическая эволюция всей группировки подвидов одного вида в разных популяциях — изменение вида, но не его происхождение. Нечто подобное мультирегиональному происхождению (и почти всегда лишь из двух видов) возможно только благодаря межвидовой гибридизации значительной части популяций близкородственных видов (то есть ранее дивергенировавших), но, в отличие от растений, у животных это встречается очень редко.
В 1972 году В. В. Сидоров опубликовал в журнале «Советская археология» рецензию на книгу Деревянко «Новопетровская культура среднего Амура» (отв. ред. А. П. Окладников), где отмечал, что пренебрежение стратиграфией начинающим исследователем приводит к искажению облика материальной культуры, а последовательность амурских неолитических культур А. П. Деревянко не доказал. Д. Л. Бродянский в 1987 году указал, что Окладников и Деревянко смешали разновременные материалы в выделенной ими «кондонской неолитической культуре» на Нижнем Амуре. Высказывалось мнение, что Деревянко вместе с Окладниковым объявлял орудиями труда геоглифы со «стоянок» Улалинка и Филимошки. В 2001 году бывший сотрудник А. В. Гребенщиков упрекал Деревянко в догматическом подходе к исследованию «новопетровской культуры», которую необходимо объединить в общий культурный массив с памятниками типа Ананси. Доктор исторических наук Ю. А. Мочанов критиковал А. П. Деревянко, называя его деятельность «лженаукой» и упрекая в карьеризме и нарушении научной этики.